# Сан-Мартіню-де-Кандозу
Сан-Мартіню-де-Кандозу (порт. São Martinho de Candoso; МФА: [ˈsɐ̃w maɾ.ˈti.ɲu dɨ kɐ̃.ˈdo.zu]) — парафія в Португалії, у муніципалітеті Гімарайнш. Розташована в північно-західній частині країни, на теренах історичної португальської провінції Дору-Міню. Входить до складу округу Брага. За адміністративним поділом, чинним до 1976 року, терени парафії були складовою провінції Міню. Належить до Бразької архідіоцезії Католицької церкви. Патрон — Мартин Турський. Площа — 2,2084 км². Населення — 1340 ос. (2011). Сильно урбанізований регіон. Густота населення — 606,77 осіб/км²
. Код — 030857.

## Назва
- Кандозу (Сан-Мартіню) (порт. Candoso (São Martinho)) — офіційна назва.

## Населення
| Кількість мешканців | Кількість мешканців | Кількість мешканців | Кількість мешканців | Кількість мешканців | Кількість мешканців | Кількість мешканців | Кількість мешканців | Кількість мешканців | Кількість мешканців | Кількість мешканців | Кількість мешканців | Кількість мешканців | Кількість мешканців | Кількість мешканців |
| ------------------- | ------------------- | ------------------- | ------------------- | ------------------- | ------------------- | ------------------- | ------------------- | ------------------- | ------------------- | ------------------- | ------------------- | ------------------- | ------------------- | ------------------- |
| 1864                | 1878                | 1890                | 1900                | 1911                | 1920                | 1930                | 1940                | 1950                | 1960                | 1970                | 1981                | 1991                | 2001                | 2011                |
| 483                 | 507                 | 566                 | 666                 | 709                 | 648                 | 834                 | 1 191               | 1 387               | 1 703               | 1 638               | 1 616               | 1 686               | 1 601               | 1 340               |